# Hello Neighbor
Hello Neighbor (укр. Привіт, сусіде) — відеогра в жанрі survival horror, розроблена студією Dynamic Pixels і видана  компанією tinyBuild. Мета гри полягає в тому, щоб гравець успішно пробрався до підвалу будинку свого сусіда, щоб дізнатися «жахливу таємницю» і розкрити всі тамтешні секрети. Штучний інтелект дозволяє сусідові виконувати такі дії, як установка пасток уздовж шляхів, які гравець виконав в попередній раз, вставка нових вікон замість розбитих і т. ін..
Гра була випущена в альфа-версії на вебсайті Dynamic Pixels в 2015 році, перш ніж отримала схвалення для продажу, щоб фінансувати подальший розвиток, після чого студія підписала угоду з tinyBuild про публікацію гри. 8 грудня 2017 року гра була випущена на Microsoft Windows, macOS і Xbox One.

## Ігровий процес
У Hello Neighbor гравець опиняється в будинку підозрілого сусіда, який, схоже, приховує в своєму підвалі якусь таємницю. Завдання гравця — проникнути в будинок сусіда і зібрати предмети, необхідні для проникнення до його підвалу. Коли гравець досліджує будинок сусіда, він повинен ховатися, інакше буде спійманий сусідом і викинутий з будинку.
Хоча гра передбачає використання різних предметів, у гравця чотири слота інвентаря; предмети одного і того ж типу не можуть складатися разом в одній комірці. Будинок сусіда має величезну кількість кімнат, у кожній з яких є предмети і пристрої, так чи інакше потрібні для проходження гри; в деяких епізодах це робить гру схожою на головоломку, при цьому завдання пов'язані між собою.
У третьому акті гравець може отримувати додаткові можливості, наприклад: невидимість від сусіда чи подвійний стрибок. Для їх отримання потрібно за допомогою спеціальних ключів відкривати мініігри.

## Сюжет
Хлопчик Нікі Рот, граючись м'ячем на вулиці, чує крики з будинку свого сусіда Теодора Петерсона. Нікі слідкує за сусідом і бачить як той замикає когось в підвалі. Хлопчик пробирається в будинок, відшукує ключ від підвалу, та знаходить у пральній машині замаскований вхід у своєрідну в'язницю. Проте він нікого там не виявляє. Сусід помічає присутність Нікі, переслідує його та схоплює перед дверима, зачиненими на три замки.
Нікі отямлюється в підвалі, звідки його визволяє син Теодора, Аарон, але бачить, що навколо будинку сусід встиг звести високий паркан. Хлопчику доводиться шукати вихід, для чого потрібно потрапити на трамплін, з якого перестрибнути паркан. Він шукає різні предмети, щоби втекти, а якщо буде спійманий Теодором, той повернен його в підвал, а Нікі бачитиме сни про минуле сусіда. Поступово Нікі може дізнатися, що Теодор був щасливим сім'янином, але після того, як його дружина й дочка загинули в нещасних випадках, він став відлюдником і замкнув сина в будинку, щоб з ним нічого не сталося. Зрештою Нікі тікає з будинку сусіда.
Минає багато років і вже дорослого Нікі виселяють з житла. Він повертається в рідне містечко, де виявляє свій будинок занедбаним, а будинок Теодора на той час перетворився на руїни. Нікі бачить свою тінь, яка стала жити сама по собі, і, щоб заспокоїтися, засинає у своєму колишньому будинку. Дитячий крик будить його, і коли Нікі просинається, то бачить, що будинок сусіда став ще більшим, ніж колись. Нікі повертається туди аби дізнатися таємницю Теодора, при цьому набуває таких здатностей, як високо стрибати, змінювати свій розмір і керувати предметами на відстані. Теодор, що перетворився на велетня, переслідує Нікі, але той застрибує в будинок на його спині та зустрічає мало себе, якого захищає від власної тіні. Нікі виростає і перемагає тінь, а Теодор лишається у своєму будинку, барикадується і ховається, поки його тінь спостерігає поруч.
Нікі прокидається там же, де й заснув, з чого робить висновок, що це був кошмар, у якому він подолав свій страх, на відміну від сусіда. Нікі береться розвантажувати свої пожитки, щоб знову оселитися там же, де провів дитинство.

## Реліз гри
Hello Neighbor спочатку планували випустити 29 серпня 2017 року, але було оголошено, що її вихід був перенесений на 8 грудня 2017 року.
8 грудня 2017 року гра вдало вийшла на Microsoft Windows, macOS і Xbox One.

## Супутня продукція

### Відеоігри
- Hello Neighbor: Hide & Seek — приквел гри, випущений 7 грудня 2018 року на тих самих платформах, що й оригінальна гра. Дія Hide & Seek розгортається за кілька років до подій оригінальної гри. Вона детальніше розповідає що змусило містера Петерсона стати відлюдником. Геймплей подібний до Hello Neighbor, але замість Нікі гравець керує дочкою містера Петерсона — Мією, яка грає в хованки зі своїм братом Аароном у різних вигаданих сценаріях[16]. Історія розповідається через відеоролики між рівнями, які показують, що мати дітей гине в автокатастрофі, а Аарон пізніше випадково штовхає Мію з даху будинку.
- Secret Neighbor — багатокористувацьке відгалуження Hello Neighbor, видане 24 жовтня 2019 року для Xbox і ПК. Дія відбувається між першими двома актами Hello Neighbor і розповідає про те, як друзі Нікі намагаються врятувати його з дому містера Петерсона. Кожна дитина має унікальні навички та здібності, і разом діти повинні зібрати ключі, необхідні для відімкнення дверей до підвалу. Однак містер Петерсон усіляко перешкоджає дітям, намагаючись заплутати їх і обдурити[17].
- Hello Engineer — багатокористувацька машинобудівна гра у всесвіті Hello Neighbor, видана для Google Stadia 26 жовтня 2021 року. Тут група гравців досліджує відкритий світ, заснований на покинутому парку розваг Golden Apple, і повинна збирати брухт, щоб будувати різні машини, уникаючи спроб сусідів зловити їх[18].
- Hello Neighbor Diaries — мобільне доповнення до Hello Neighbor, випущене 22 червня 2022 року, де розповідається як молодий Нікі розгадує таємниці свого дитинства[19].

### Анімація
- «Привіт, сусіде» — анімаційний серіал, чий пілотний і єдиний епізод вийшов 17 квітня 2020 року на YouTube[19].

### Книги
Сюжет гри доповнює серія книг, написаних письменницею Карлі Енн-Вест:
- «Втрачені шматочки» (англ. Missing Pieces) — видана в 2018 році. Переїхавши з батьками в новий будинок у містечку Рейвен-Брукс, Нікі дружиться з сином Теодора, Аароном, але довідується, що сусіди бояться його родину. Нікі підозрює, що Петерсонів переслідує смуга нещасть і він може завадити новій трагедії[20].
- «Безсонний кошмар» (англ. Waking Nightmare) — видана також у 2018 році. Після зникнення Аарона та його сестри Мії Нікі разом з друзями вирішує дізнатися що сталося насправді. Між тим Нікі переслідують кошмари і хлопчик передчуває, що розгадка таємниці сусіда моторошніша, ніж він уявляв[21].
- «Поховані секрети» (англ. Buried Secrets) — книга 2019 року. Нікі довів поліції, що Аарон і Мія зникли, але розслідування зупинилося. Нікі вирішує самотужки пробратися в будинок сусідів, де, як він переконаний, досі утримуються його друзі[22].
- «Поганий спадок» (англ. Bad Blood) — книга 2019 року. Дія відбувається в 1991 році та хронологічно передує іншим книгам. Розповідь ведеться від імені Аарона, котрий дізнався, що його батько замислив збудувати парк атракціонів. Але після останньої роботи в Німеччині Теодор приховує якусь таємницю і Аарон хоче довідатися в чому справа[23].
- «Смертельні помилки» (англ. Grave Mistakes) — книга 2020 року. З початком будівництва парку розваг «Золоте яблуко» Аарон дедалі більше хвилюється за свого батька. Він переконаний — парк пов'язаний з мережею таємничих тунелів під містом[24].
- «Майстер головоломок» (англ. Puzzle Master) — книга 2020 року. Після загибелі Ааронової подруги в парку, хлопчик розкриває, що над містом тяжіє прокляття і до цього причетне таємне товариство, з яким пов'язані його бабуся й дідусь[25].

## Оцінки й відгуки
| Агрегатор  | Оцінка                             |
| ---------- | ---------------------------------- |
| Metacritic | PC: 38/100 XONE: 42/100 NS: 39/100 |

| Видання                                  | Оцінка  |
| ---------------------------------------- | ------- |
| Game Informer                            | 3.75/10 |
| GameSpot                                 | 3/10    |
| IGN                                      | 4.1/10  |
| Nintendo Life                            | [ 32 ]  |
| Official Xbox Magazine (Велика Британія) | 3/10    |
| PC Gamer (США)                           | 38/100  |
| Push Square                              | [ 34 ]  |

Hello Neighbor зібрала здебільшого низькі оцінки критиків.
Леана Гафер із IGN писала, що нелогічні загадки лякають більше, ніж наповнений таємницями будинок. Вони вимагають не кмітливості, а точності та наполегливості, а хованки як правило або марні, або недоречні. Розгадки отримуються не мисленням, а повторенням спроб і помилок. Подача сюжету справляє враження про існування якогось помпезного секрету, але підсумок розчаровує.
Джастін Кларк у GameSpot відгукнувся, що Hello Neighbor — це гра, де перемоги дістаються виключно через щасливу випадковість, головоломки цілковито нелогічні, а подача сюжету надмірно уривчаста. Фінал лишає по собі «неприємне нездужання» замість якогось одкровення чи катарсису, як слід було очікувати. Водночас критик похвалив візуальний стиль гри та перешкоди, що пристосовуються до поведінки гравців.
За рецензією Джаві Гволтні в Game Informer, єдине, що зроблено в Hello Neighbor добре — це дизайн локацій. Грі бракує атмосферної музики, керування незграбне, а головоломки штучно розтягнені потребою повертатися в ті самі місця. Все це сприяє лише роздратуванню, що посилюється переслідуванням з боку сусіда. «Гра настільки відстає від своїх товаришів по жанру, що її важко комусь рекомендувати, незважаючи на її прекрасну естетику».
Однак, Марк Сміт із CBR зауважував, що з критично провальної Hello Neighbor розвинулася медіафраншиза, яка отримала досить широку авдиторію в соцмережах. Secret Neighbor закріпила її на ринку поруч з іншими орієнтованими на дітей жахами: Five Nights at Freddy's і Bendy and the Ink Machine.